# غلوتولوغ
غلوتولوغ (بالإنجليزية: Glottolog) هي قاعدة بيانات للغات العالم التي تتوفر معرفة قليلة حولها، ويقوم معهد ماكس بلانك لعلم الإنسان التطوري في لايبزيغ في ألمانيا بإدارته.
أما Languoid catalogue فهو قائمة لغات العالم وعوائل اللغات، أما Langdoc فهو الفهرس.
نشرت النسخة 2.2 على النت في عام 2013، وهي مرخصة برخصة المشاع الإبداعي-الترخيص بالمثل 3.0، وقد نشرت النسخة 2.4 في عام 2015.

## عوائل اللغات
إن غلوتولوغ (Glottolog) هو تصنيف أكثر تحفظا في توزيع مجموعات وعوائل اللغات من قواعد بيانات اللغات الأخرى في الإنترنت، لكنه أكثر تحررا في اعتبار اللغات غير المصنفة على أنها معزولة. النسخة 2.4 تضم 425 عائلة لغة منطوقة بضمنها المعزولات، وتضم 75 عائلة لغة إشارة ومعزولاتها
بالإضافة للغات المصنفة ضمن عوائل، فإن غلوتولوغ Glottolog يعترف بـ 79 بدجنية (بضمنها لغة إشارة بدجنية واحدة) و 24 لغة مختلطة و 8 لغات فنية و 9 سجلات كلام (بضمنها 3 نظم إشارة مساعدة), 118 لغة موثقة لكنها غير مصنفة (بضمنها لغتي إشارة) و 61 لغة غير موثقة و 270 لغة زائفة (مثل مدخلات ISO ملغية، بضمنها 3 لغات إشارة) احتفظ بها لأغراض الحسابات.

## روابط خارجية
- Glottolog الصفحة الرئيسية
- قائمة عوائل اللغات